# Université Wesleyenne de l'Illinois
Ne doit pas être confondu avec Université Wesleyenne de l'Ohio ou Université Wesleyenne.
Pour les articles homonymes, voir IWU.
L'université Wesleyenne de l'Illinois (Illinois Wesleyan University, IWU) est une université privée américaine fondée en 1850 et située à Bloomington dans l'État de l'Illinois.

## Personnalités liées
- Morton John Elrod (1863-1953), écologiste et universitaire, y a étudié et enseigné.

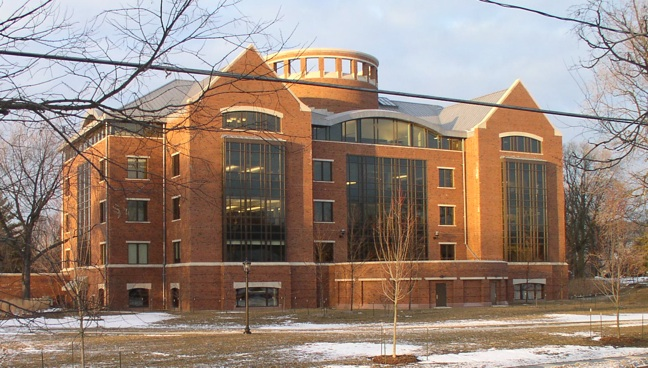
Bibliothèque Ames.
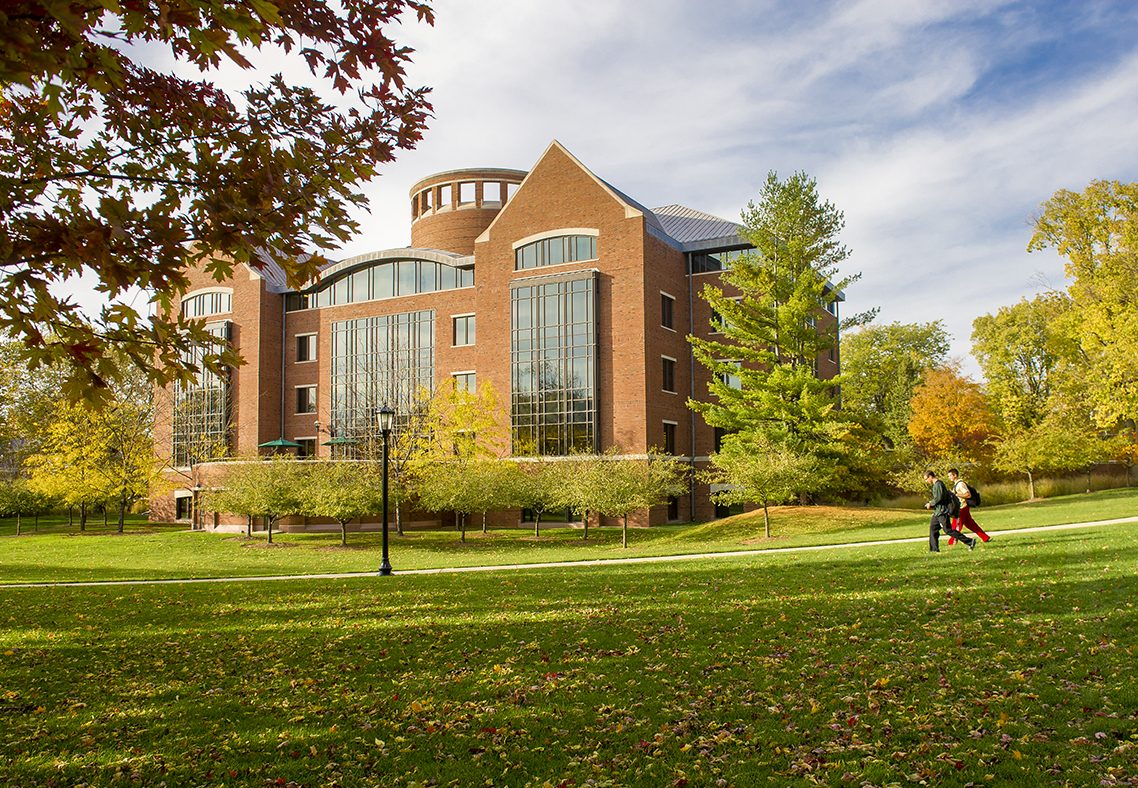
Bibliothèque Ames.
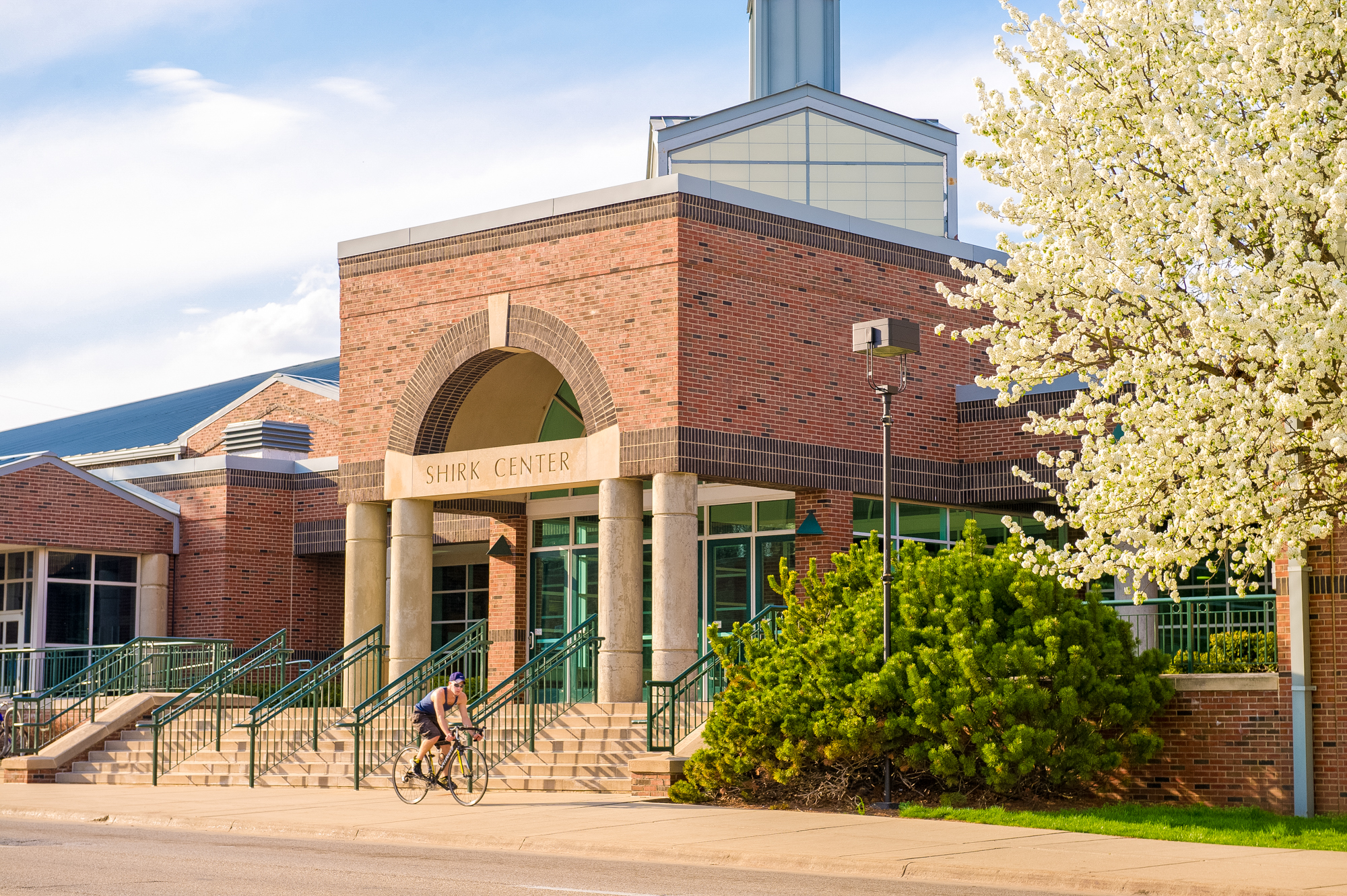
Centre Shirk (complexe sportif).